# Andreas Geßmann
Andreas Geßmann (Wesel, 16 de janeiro de 1969) é um clérigo católico romano e nomeado bispo auxiliar em Essen .

## Carreira
Andreas Geßmann inicialmente completou o treinamento como funcionário administrativo local e, mais recentemente, trabalhou no escritório de planejamento urbano de sua cidade natal. Em 1995 começou a estudar teologia na Universidade de Bochum para se tornar sacerdote. Foi ordenado diácono para a diocese de Essen em 2002 e sacerdote em 6 de junho de 2003, sendo então capelão nas paróquias de Essen de St. Além do trabalho pastoral, estudou teologia pastoral na Faculdade Teológica Católica da Universidade Luís Maximiliano de Munique e recebeu seu doutorado em teologia “ summa cum laude ” em 2014 . Sua dissertação foi homenageada com o Prêmio Johann Michael Sailer do corpo docente. A Fundação Professor Dr. Heribert Heinemann em Essen homenageou o trabalho de Geßmann com o prêmio de patrocínio por realizações científicas especiais.
De 2013 a 2016, Geßmann foi pároco da paróquia de St. Antonius no oeste de Essen, e desde 2016 é pároco da paróquia de St. Laurentius no leste de Essen (Steele, Kray, Horst, Freisenbruch).
Em 14 de novembro de 2024, o Papa Francisco nomeou Andreas Geßmann bispo titular de Castro di Sardegna e bispo auxiliar na diocese de Essen. Ele sucederá o bispo auxiliar emérito Wilhelm Zimmermann. A ordenação episcopal está prevista para 2 de fevereiro de 2025. Geßmann decidiu o lema “O Reino de Deus está próximo. Arrependei-vos e crede no evangelho” ( Mc 1,15  EU ).